# Heidi (anime)
Heidi (jap. アルプスの少女ハイジ Arupusu no Shōjo Haiji; ang. Heidi, Girl of the Alps) – japoński serial animowany wyprodukowany przez Zuiyo Eizo (obecnie Nippon Animation). Adaptacja powieści Johanny Spyri Heidi. 

## Opis fabuły
Serial opowiada o pięcioletniej dziewczynce zwanej Heidi, która za młodu zostaje osierocona i przygarnięta do ciotki Dete. Jednak kiedy Dete znalazła pracę z dala od kraju, zabiera Heidi do dziadka Alma, który mieszka w alpach szwajcarskich.

## Bohaterowie
- Heidi – główna bohaterka, 5 lat. Jest radosną i pełną ciepła dziewczynką. Przyjaźni się z Piotrusiem, kozami oraz innymi mieszkańcami miasteczka.
- Dziadek – dziadek Heidi oraz pustelnik. Mieszka w Alpach Szwajcarskich.
- Piotruś – 11-letni przyjaciel Heidi. Pasie kozy i mieszka ze swoją mamą Brigette oraz niewidomą babcią.
- Klara – 12-letnia, niepełnosprawna córka zamożnego sprzedawcy wina.
- Panna Lottenmeyer – Gospodyni domu rodziny Sesemann.

## Dubbing japoński
- Heidi – Kazuko Sugiyama
- Dziadek – Kohei Miyauchi
- Piotruś – Noriko Kohara
- Klara – Rihoko Yoshida
- Panna Lottenmeyer – Miyoko Asabu
- Narrator – Toshiko Sawada